# Giovanni Battista Bassi (målare)
Giovanni Battista (eller Giambattista) Bassi, född den 20 februari 1784 i Massa Lombarda, död den 5 juli 1852 i Rom, var en italiensk landskapsmålare. 
Bassi fick sin utbildning vid akademien i Bologna och var därefter verksam i Rom. Thorvaldsens Museum äger fyra prov på hans konst med dess karakteristiska ljusverkningar: Träpartier vid vatten (1816), Väg vid Terni (1820), Skogsväg (1824) och Parti av kejsarpalatsens ruiner i Rom. Bassis bilder skall i övrigt framför allt finnas i engelska och italienska privatsamlingar.